# St Fagans National History Museum

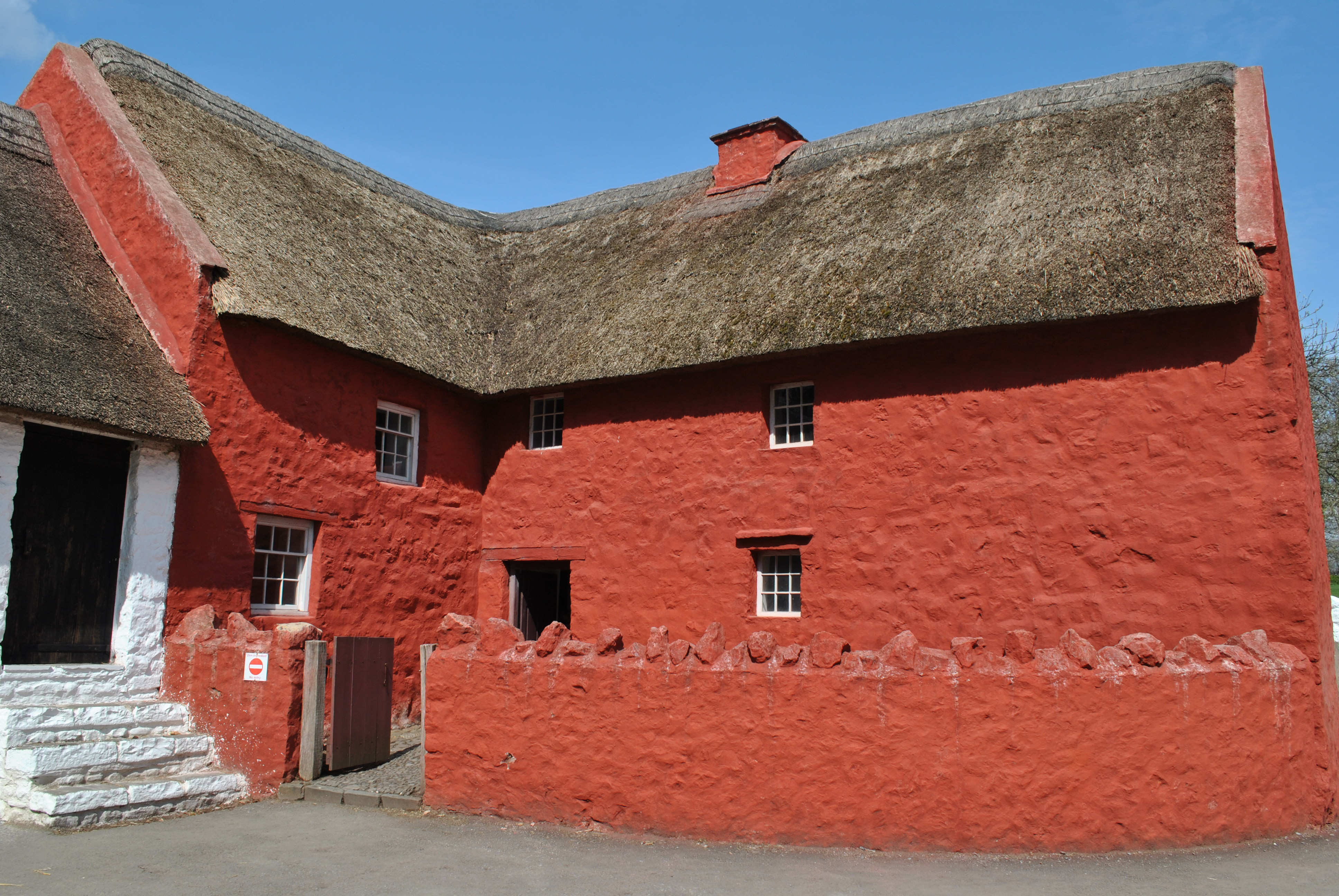
Fattoria ricostruita nel museo

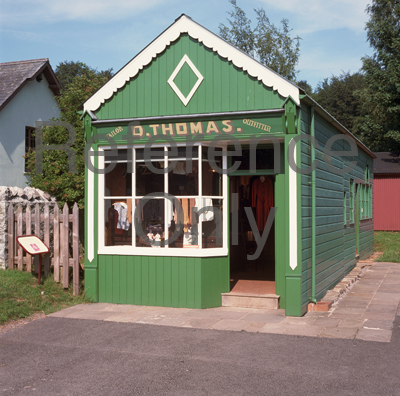
L'antico negozio di un sarto ricostruito nel museo

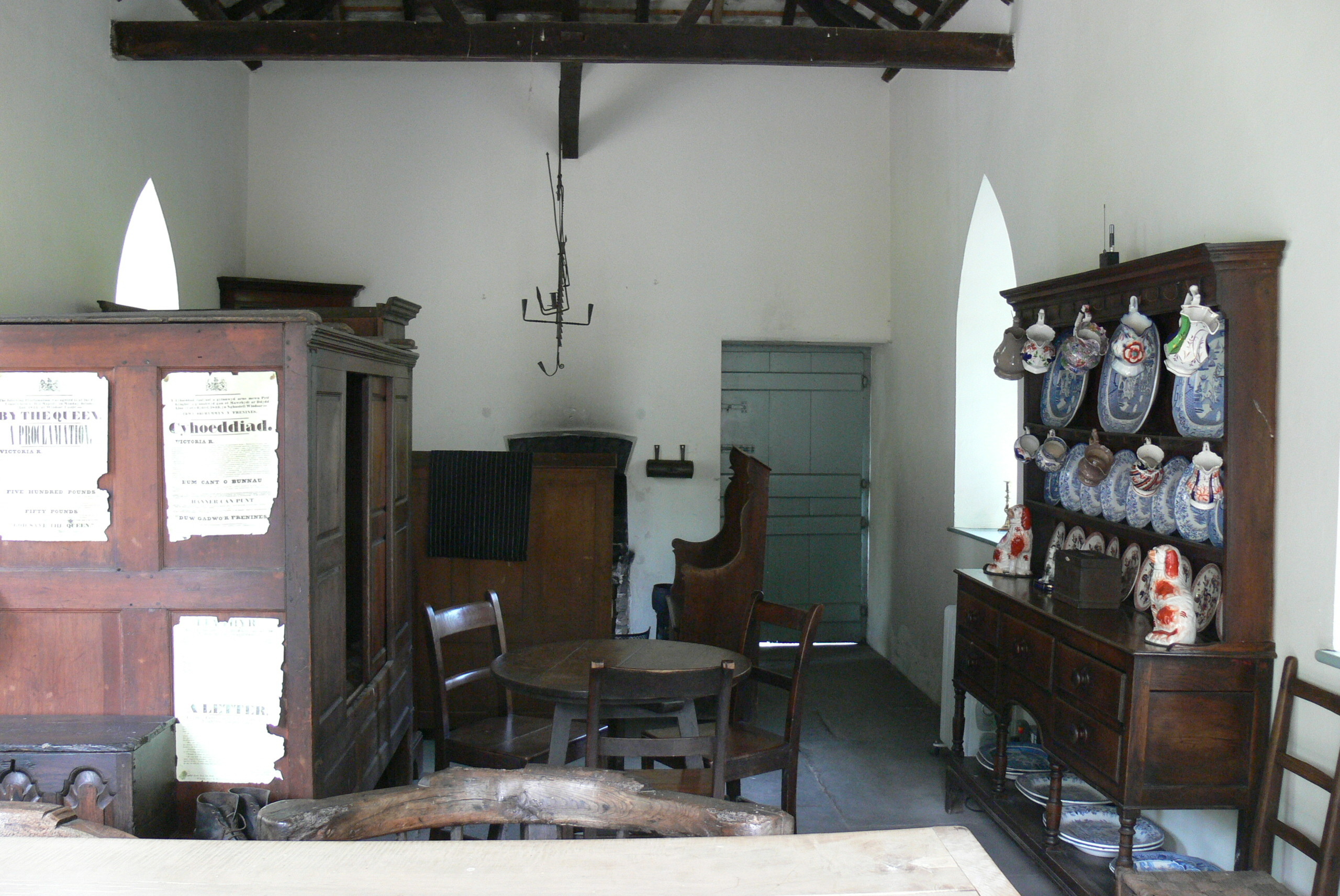
L'interno di uno degli edifici

Il St Fagans National History Museum (in gallese: Sain Ffagan: Amgueddfa Werin Cymru), conosciuto un tempo come Museum of Welsh Life, è un museo all'aperto del villaggio gallese di St Fagans, nei dintorni di Cardiff, inaugurato nel 1948. Il museo è ospitato nel parco del castello di St Fagans.
È il sito più visitato del Galles.

## Descrizione
Il museo, che si estende in un'area di 40 ettari, ospita circa 30-40 edifici di varie epoche provenienti da varie località del Galles: si tratta di edifici che erano destinati alla demolizione e che sono stati ricollacati qui dopo essere stati rimossi dalla loro sede originale.
Tra gli edifici esposti figurano, tra l'altro, un antico villaggio celtico, un lanificio, un casello del dazio, una cappella unitaria, un gallodromo, fattorie in legno e in pietra, cottage e negozi vittoriani. Ogni edificio è stato restaurato secondo gli stili dei vari periodi storici.
Vi sono inoltre esposti costumi tradizionali ed attrezzi agricoli. All'interno del museo si possono inoltre osservare dei figuranti mentre svolgono antichi mestieri.
In alcuni edifici si possono notare i cartelli con la scritta "Welsh not", ovvero i cartelli che gli scolari gallesi erano costretti a portare se venivano scoperti a parlare nella loro lingua madre.

## Edifici (lista parziale)
- Villaggio celtico
- Chiesa di San Teilo (1100-1520)[3], proveniente da Llandeilo
- Casa colonica del 1508[3]
- Fila di sei cottage dei minatori di Merthyr Tydfil[3]
- Abernodwydd Farmhouse (1678-1708), edificio originario del villaggio di Llangadfan[5]